# Шуменско македонско благотворително братство
Шуменското македонско дружество е местно дружество на Македоно-одринската организация в град Шумен, Княжество България, по-късно част от Съюза на македонските емигрантски организации.

## История
На Първия македонски конгрес, провел се в София на 19 – 28 март 1895 година, е основана Македонската организация, която бързо започва да образува клонове в цялата страна. Дружеството в Шумен е основано в същата 1895 година под името дружина. Пръв председател е Петър Драгулев.
Дружеството участва активно в дейността на Организацията. На Втория (декември 1895), Третия (ноември 1896), Четвъртия (юни 1897) и Шестия македонски конгрес (май 1899) делегат от Шуменското македонско дружество е Яков Янков. На Седмия конгрес от 30 юли до 5 август 1900 година делегати са Ст. Подев и Никола Пракицов и на Осмия конгрес от 4 до 7 април 1901 година делегати са Коста Дюкмеджиев и Панайот Кърджиев.
След Първата световна война дружеството е възстановено като благотворително братство, част от Съюза на македонските емигрантски организации. Делегати от братството на обединителния конгрес на СМЕО и МФРО от януари 1923 година са Васил Симеонов, йеромонах Климент и Тасе Димитров.
| Йеромонах Климент |
| П. Скопаков       |
| Н. Урумов         |
| Йордан Тренков    |
| Димчо Илиев       |
| Любо Димитров     |
| Алексо Георгиев   |
| Щерю Трънков      |
| Спас Стоянов      |
| Леон Георгиев     |
| Коста Димов       |
| Георги Ефтимов    |
| Янко Йовчев       |
| Христо Радев      |
| Марко Милев       |
| Костадин Груев    |
| Манчо Дръндаров   |
| Янко Спасов       |
| Никола Герчев     |
| Милю Василев      |
| Цветан Сърбинов   |
| Константин Танев  |
| Иван Софрониев    |
| Никола Плевнелиев |
| Атанас Найденов   |
| Илия Костов       |
| Никола Костов     |
| Младен Даскалов   |
| Тома Димитров     |
| Борис Ноев        |
| Васил Димов       |
| Тодор Георгиев    |
| Милю Павлов       |
| Панчо Дебърлиев   |
| Атанас Димитров   |
| Николай Ангелов   |
| Иван Димитров     |
| Димитър Ангелов   |
| Коста П. Бакалов  |
| Янко П. Бакалов   |

На 7 декември 1924 година на общо годишно заседание на братството е решено да носи името Македонско благотворително братство „Поручик Мутафов“, в чест на Васил Мутафов, войвода на Македонския комитет, загинал в Четническата акция от 1895 година. В настоятелството му влизат Юрдан Тренков (председател), Коста Танев (подпредседател), Кирил Груев (секретар), Тома Димитров (касиер), а съветници са Милю Василев, Никола Плевнелиев и Иван Софрониев.
В 1925 година ръководството на братството включва: председател – Йордан Тренков, подпредседател – Коста Танев, секретар – Димчо Илиев, касиер – Тома Димитров и съветници са Милю Василев, Иван Софрониев, Никола Плевнелиев.
На 29 март 1941 година в ръководството му влизат Коста Танев, Димчо Вангелов Илиев, Емил Христов Георгиев, Паскал Костов Паскалев, Спиро Коста Танев, Ангел Андреев Бекяров, Любен Атанасов Димитров, Владимир Ив. Софрониев, Никола Ангелов Йоргов и Васил Янков Николов.